# Marco Polo (1892)
Marco Polo byl první postavený pancéřový křižník italského královského námořnictva. Ve službě byl v letech 1894–1922.

## Stavba

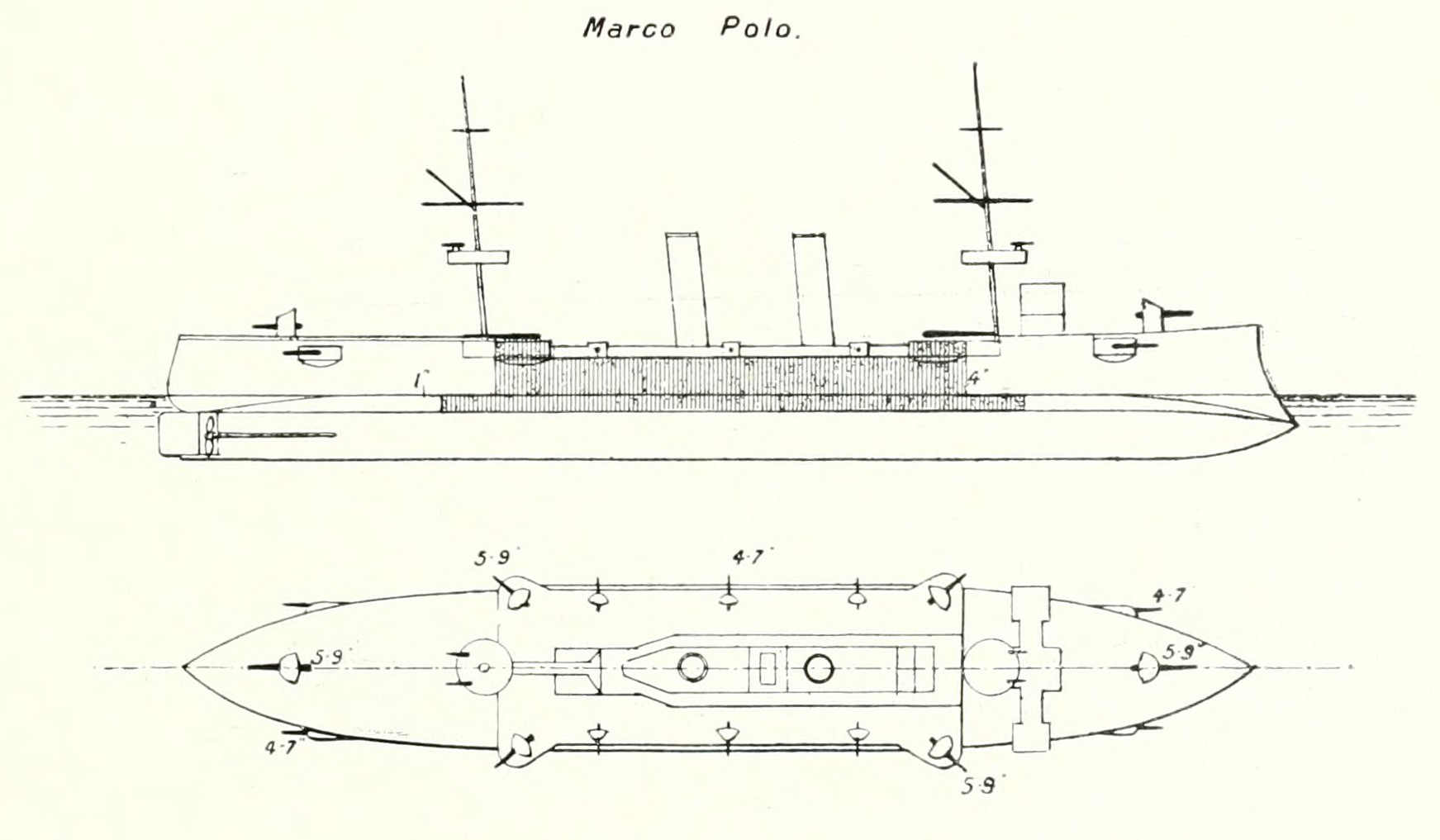
Základní uspořádání křižníku Marco Polo

Křižník byl modifikací třídy Etna. Navrhl jej inženýr Carlo Vigna. Postavila jej italská loděnice Regio Cantieri di Castellammare di Stabia v Castellammare di Stabia. Stavba byla zahájena roku 1890, na vodu byl spuštěn 27. října 1892 a do služby přijat 21. července 1894.

## Konstrukce
Křižník byl vyzbrojen šesti 152mm kanóny, deseti 120mm kanóny, dvěma 75mm kanóny, devíti 57mm kanóny, dvěma 37mm kanóny, dvěma 11,4mm kulomety a pěti 450mm torpédomety. Pohonný systém měl výkon 10 663 hp. Tvořily ho parní stroje a čtyři kotle, pohánějící dva lodní šrouby. Nejvyšší rychlost dosahovala 17,8 uzlu. Dosah byl 4700 námořních mil při rychlosti 10 uzlů.

### Modifikace
V letech 1917–1918 byl křižník loděnicí Arsenale di Venezia v Benátkách přestavěn pro transport vojáků. Nesl pouze lehkou výzbroj.

## Služba
Od roku 1918 křižník sloužil jako transportní loď Cortelazzo. Roku 1920 byl přejmenován na Europa a roku 1921 na Volta. Roku 1922 byl vyřazen.